# IC 4647
IC 4647 ist eine linsenförmige Galaxie vom Hubble-Typ SB0 im Sternbild Paradiesvogel am Südsternhimmel. Sie ist schätzungsweise 216 Millionen Lichtjahre von der Milchstraße entfernt.
Das Objekt wurde am 17. August 1900 von DeLisle Stewart entdeckt.